# Villafranca de Duero
Villafranca de Duero ist ein nordspanischer Ort und eine Gemeinde (municipio) mit 241 Einwohnern (Stand: 2024) in der Provinz Valladolid in der autonomen Region Kastilien-León.

## Lage
Villafranca de Duero liegt in der kastilischen Hochebene in einer Höhe von etwa 625 m am Río Duero. Die Provinzhauptstadt Valladolid befindet sich knapp 55 km (Fahrtstrecke) ostnordöstlich. Das Klima im Winter ist durchaus kalt, im Sommer dagegen warm bis heiß; die spärlichen Regenfälle (ca. 433 mm/Jahr) fallen verteilt übers ganze Jahr.

## Bevölkerungsentwicklung
| Jahr      | 1970 | 1981 | 1991 | 2001 | 2011 | 2021 |
| Einwohner | 603  | 563  | 437  | 366  | 336  | 268  |

## Sehenswürdigkeiten
- Magdalenenkirche (Iglesia de Santa María Magdalena)

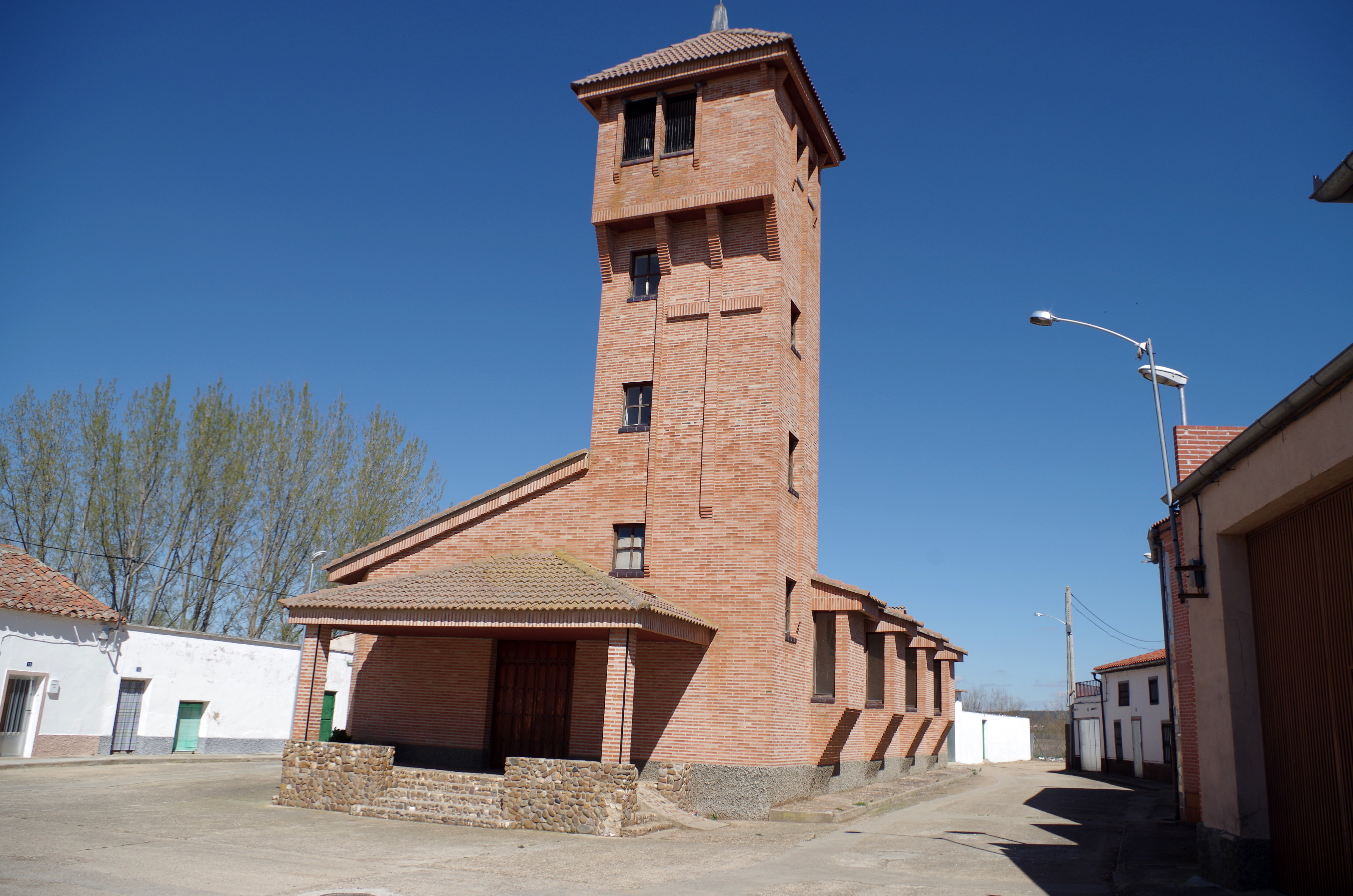
Magdalenenkirche
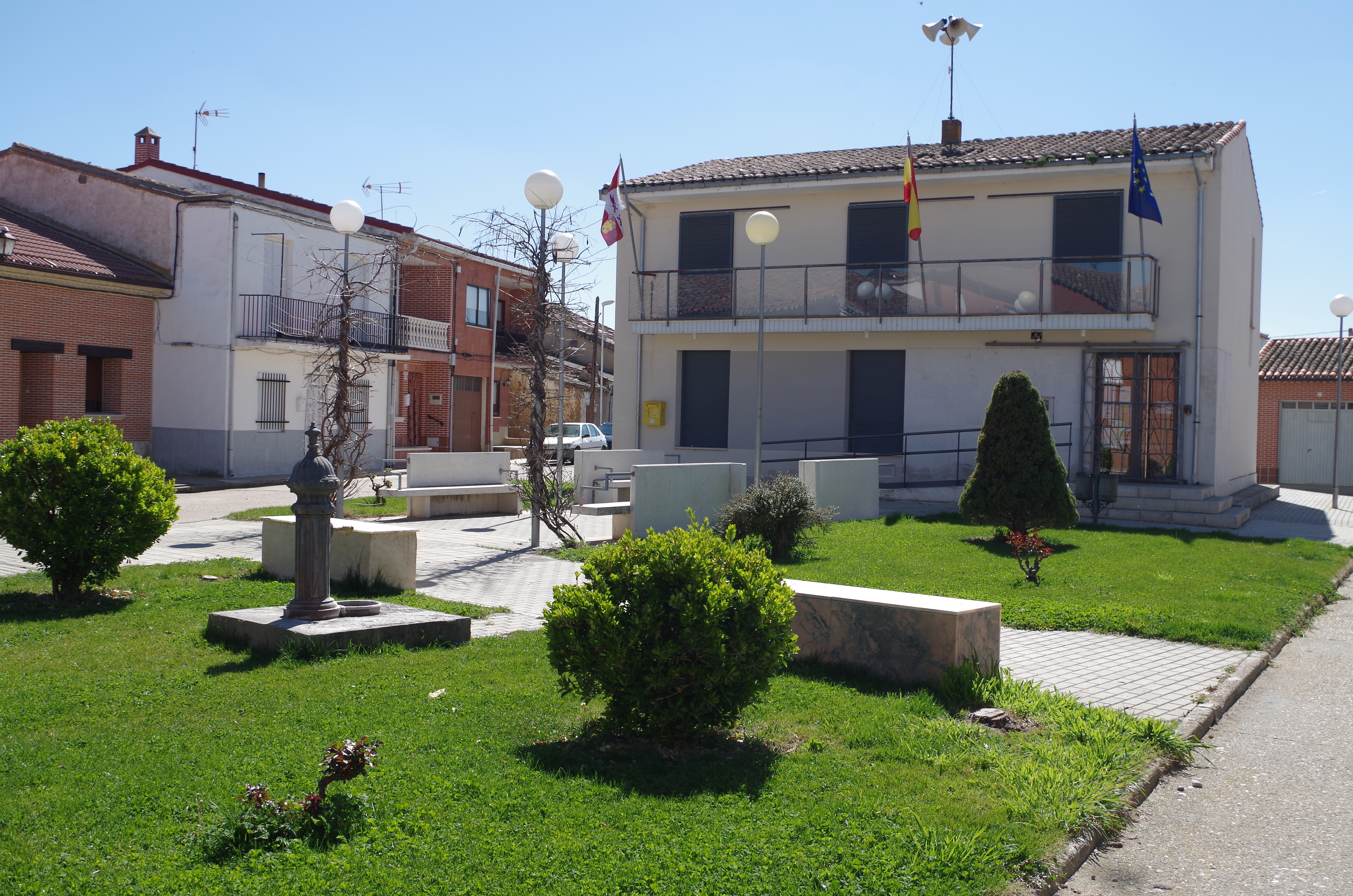
Rathaus